# Colonie et protectorat de Gambie
1821–1965
Entités précédentes :
- Royaume de Kombo
- Royaume du Wuli
- Royaume de Niani

Entités suivantes :
- Gambie (royaume du Commonwealth)

La colonie et le protectorat de Gambie correspondent à l'administration coloniale britannique de la Gambie de 1821 à 1965, territoire alors sous la tutelle de l'Empire britannique. La colonie se situait dans les environs immédiats de Bathurst (l'actuel Banjul) et le protectorat aux terres intérieures de Gambie, délimitées en 1894. 
L'établissement de la colonie se déroule en 1815 et 1816, respectivement à Fort James et à Bathurst. Dans les premières décennies de son existence, elle est subordonnée à la colonie de Sierra Leone. En 1888, elle devient une entité autonome avec un gouverneur nommé à vie. La colonie prend fin en 1965 lorsque le pays devient un État indépendant au sein du Commonwealth, avec Dawda Jawara au poste de Premier ministre.

## Limites territoriales
Les limites du territoire sont un sujet de discorde entre les autorités britanniques et françaises en raison de la proximité du Sénégal français. De 1866 à 1889, des tractations gouvernementales tentent de mettre en place des transferts de souveraineté. Par exemple, le gouvernement britannique essaie à plusieurs reprises de l'échanger contre d'autres terres, tels que le cours supérieur du fleuve Niger,.
La France et la Grande-Bretagne s'accordent en 1889 sur l'établissement d'une frontière à six milles au nord et au sud du fleuve Gambie et à l’est de Yarbutenda (de), le point de navigation le plus éloigné du cours d'eau. Une commission mixte anglo-française est envoyée pour cartographier la frontière. À son arrivée en 1891, elle se heurte à l'opposition des dirigeants locaux dont les terres se trouvaient divisées. Les bombardements de la flotte navale britannique sur la ville de Kansala dispersent la résistance.

## Économie

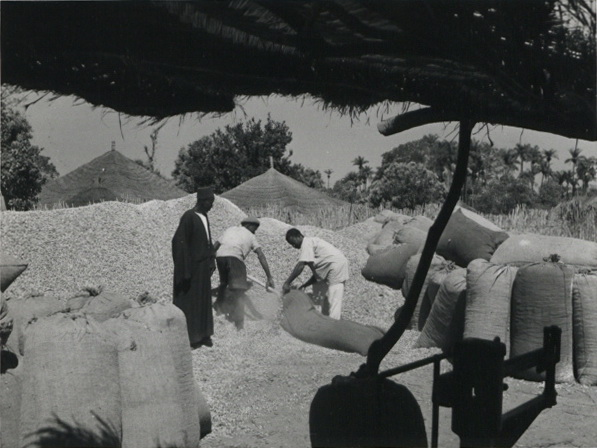
Mise en sacs de l'arachide dans un centre de collecte de la Farmers' Cooperative Produce Union en 1949.

L’économie de la Gambie, à l’instar des autres pays africains de l’époque, repose essentiellement sur l’agriculture. La culture de l’arachide, introduite en Afrique de l’Ouest par les Portugais au XVIe siècle, devient un produit d'exportation dans les années 1820-1830 par le biais de la firme Forster and Smith of London.
La place de la culture de cette plante dans l’économie locale devient si forte qu'elle représente la quasi-totalité des exportations (71 % en 1851), rendant l'économie vulnérable. Les arachides étaient le seul produit soumis à des droits d'exportation, ce qui encourageait son acheminement illégal vers le Sénégal.
En 1948, une tentative est effectuée pour diversifier les produits d'exportation par le chairman de la Colonial Development Corporation. Son objectif de produire vingt millions d’œufs par an se heurte à une faible productivité et à une épidémie de typhoïde qui contraint l’adandon du projet en 1951,.

## Transport

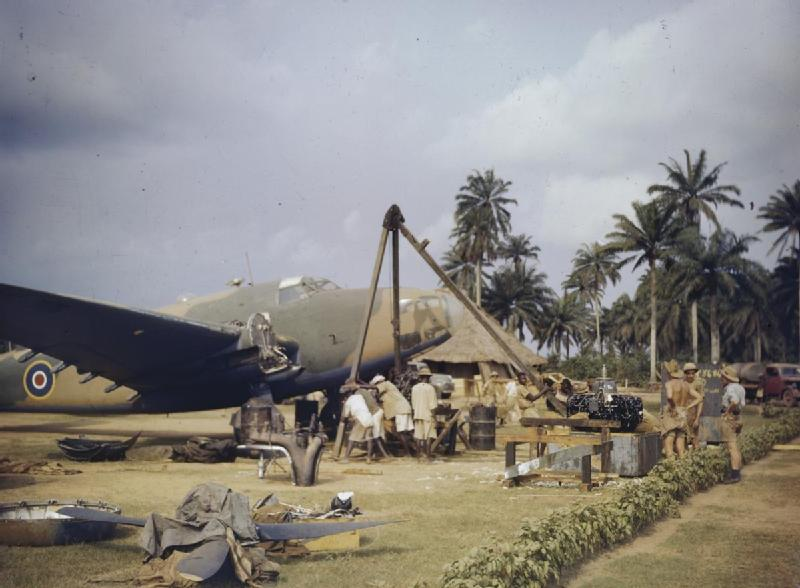
Des monteurs de la Royal Air Force et des assistants locaux changent le moteur d'un Lockheed Hudson dans une base ouest-africaine, probablement Yundum.

Le fleuve Gambie est la principale voie de navigation et de transport à l'intérieur des terres, avec un port à Bathurst. Le réseau routier est principalement concentré autour de cette ville, les zones restantes étant en grande partie reliées par des chemins de terre.
L'aéroport international Yundum, construit pendant la Seconde Guerre mondiale, est utilisé par le 200e escadron (en) de la Royal Air Force dans le cadre de la lutte anti-sous-marine de 1942 à 1944. Il est exploité à usage civil après le conflit par la British South American Airways (en) et la British Overseas Airways Corporation.

## Gouvernement
Au XIXe siècle, le statut administratif de la Gambie change plusieurs fois avant de se stabiliser. Devenue colonie britannique en 1821, un lieutenant subordonné au gouverneur de la Sierra Leone est nommé jusqu'en 1843. Elle est dirigée de manière autonome jusqu'en 1866 avant de repasser sous la tutelle de la Sierra Leone et d'être régie par un administrateur. En 1901, un gouverneur indépendant est à nouveau nommé, assurant également les fonctions de commandant en chef de la colonie. Les gouverneurs sont assistés par des conseillers législatifs et exécutifs nommés. Le gouvernement central édicte les lois et les réglements aussi bien pour la colonie que pour le protectorat. Des commissaires supervisent l'application des lois par 35 chefs locaux selon le principe du gourvernement indirect.

## Indépendance
L'essor des mouvements indépendantistes encouragent les autorités à créer une autonomie interne. La constitution de 1960 institue une Chambre des représentants, composée de 19 membres élus et de 8 membres choisis par les chefs. Cette constitution s’est révélée imparfaite lors des élections de 1960, lorsque les deux principaux partis étaient à égalité avec huit sièges chacun. 
Avec le soutien des chefs, Pierre Sarr N'Jie (en) de l’Unite Party  est nommé ministre en chef par le gouverneur Edward Windley (en). Dawda Jawara, du People's Progressive Party, démissionne de son poste de ministre de l'Éducation. Des assemblées constituantes sont alors organisées par le secrétaire d'État aux colonies, ce qui aboutit à la constitution de 1962 qui ouvre la voie à un gouvernement autonome. Le parti de Jawara obtient la majorité des sièges. En vertu des nouvelles dispositions constitutionnelles, il est nommé Premier ministre, poste qu'il occupe jusqu'à son accession à la présidence en 1970. À la suite d'accords conclus entre les gouvernements britannique et gambien en juillet 1964, la Gambie devient indépendante le 18 février 1965.